# سیمونا کاوالاری
سیمونا کاوالاری (ایتالیایی: Simona Cavallari؛ زادهٔ ۵ آوریل ۱۹۷۱) بازیگر اهل ایتالیا است.
از فیلم‌ها یا مجموعه‌های تلویزیونی که وی در آن‌ها نقش داشته‌است، می‌توان به مینو، واحد ضد مافیا و مظنون اشاره نمود.